# Moneilema rugosissimum
Moneilema rugosissimum là một loài bọ cánh cứng trong họ Cerambycidae.